# 시카정 (후쿠오카현)
시카정(志賀町)은 후쿠오카현 가스야군에 설치되었던 정이다. 현재의 후쿠오카시 히가시구에 해당한다.